# Марк Корнелій Нігрін Куріацій Матерн
Марк Корнелій Нігрін Куріацій Матерн (лат. Marcus Cornelius Nigrinus Curiatius Maternus; близько 40 —після 98) — військовий та державний діяч часів Римської імперії, консул-суффект 83 року.

## Життєпис
Походив з роду вершників Корнеліїв, гілки Нігрінів. Народився у м. Лірія (провінція Тарраконська Іспанія). Син заможного провінціала Марка Корнелія Нігріна. Взяв додатково імена батька своєї матері — Куріація Матерна. Розпочав кар'єру військового на посаді військового трибуна XIV легіону Близнюків. Під час імператорства Нерона увійшов до сенату. Підтримував спочатку імператора Гальбу, потім Отона. Зрештою перейшов на бік Веспасіана.
З 75 до 78 року як легат очолив VIII легіон Августа. Після цього очолив IV легіон Флавія Щасливий. Слідом за цим був імператорським легатом-пропретором провінції Галлія Аквітанія. У 83 році став консулом-суффектом разом з Марком Арреціном Клементом.
У 86 році призначено імператорським легатом-пропретором провінції Мезія, після її поділу на Нижню та Верхню того ж року, став намісником Нижньої Мезії. Відзначився під час військових кампаній проти даків у 88-89 роках. Від імператора Доміціана за свою звитягу отримав подвійний комплекс консульських відзнак. Каденція тривала до 89 року.
У 95 році призначено імператорським легатом-пропретором у провінції Сирія. На цій посаді перебував до 97 року. Вважався одним з імовірних претендентів на трон після Нерви, був суперником Траяна на владу. У 98 році повернувся до рідного міста Лірія. Подальша доля невідома.